# Nome de híbridos
Nomes de Híbridos designa nas ciências biológicas o conjunto de normas que regulam a atribuição de nomes científicos aos seres vivos resultantes do cruzamento entre duas espécies diferentes, entre uma espécie e um híbrido ou entre dois híbridos. São regulados por dois diferentes regimes:

## Nomes de Híbridos Naturais
Os nomes de híbridos naturais, aqueles encontrados na natureza, são regulados pelo Código Internacional de Nomenclatura Botânica. A nomenclatura e o modo de grafar dos híbridos naturais interespecíficos é o mesmo utilizado para as espécies, exceto por um sinal (x) que precede o segundo termo do nome, chamado de epíteto coletivo. O epíteto coletivo deve estar na forma latina. O nome genérico e o epíteto coletivo juntos constituem o nome coletivo do híbrido natural.
Uma determinada planta de um híbrido natural e sua descendência produzida vegetativamente podem ser identificadas pela adição do epíteto cultivar ao nome coletivo. Todos os três termos juntos constituem o nome cultivar deste determinado clone.
Exemplo: Cymbidium x ballianum é o nome coletivo do híbrido natural interespecífico do qual Cymbidium é o nome genérico e ballianum o epíteto coletivo. É um híbrido natural entre o Cymbidium eburneum x Cymbidium mastersii.
Híbridos naturais intergenéricos são os resultados de cruzamentos de espécies de dois ou mais gêneros diferentes. Geralmente o novo nome genérico deriva do aproveitamento dos elementos do nome destes gêneros. Também a nomenclatura e o modo de grafar dos híbridos naturais intergenéricos é o mesmo das espécies, exceto a um sinal (x) que precede o nome genérico.
Exemplo: x Laeliocattleya leeana 'Picardy', é o nome cultivar de um híbrido natural intergenérico entre Cattleya loddigesii e Laelia pumila, onde Laeliocattleya é o "nome genérico", leeana o epíteto coletivo e 'Picardy' é o epíteto cultivar.

## Nome dos Híbridos Artificiais
Os nomes dos híbridos artificiais, produzidos pelo homem, são regulados pelo Código Internacional de Nomenclatura de Plantas Cultivadas. O nome de um híbrido artificial consiste de dois termos, ou três termos, quando se referir a um cultivar deste híbrido. Novos nomes genéricos são criados conforme os número de gêneros existentes entre os ancestrais da planta, segundo regras estabelecidas. O epíteto é escolhido livremente pelo autor do cruzamento, desde que o mesmo tenha sido feito pela primeira vez ou não tenha sido registrado ainda. Os nomes dos cultivares segue a regra utilizada para espécies naturais.